# Esterhazy (Saskatchewan)
Esterhazy es un pueblo canadiense situado en la provincia de Saskatchewan.

## Superficie
Esterhazy tiene una superficie de 5,56 km².

## Demografía
En 2021, tenía 2345 habitantes, una densidad poblacional de 421,6 hab./km², y 1358 viviendas.